# Valerio Labriola
Valerio Labriola (Ercolano, Nápoles, Italia, 13 de abril de 2001) es un futbolista italiano. Juega de centrocampista.

## Trayectoria
Formado en la cantera del Napoli, jugó en el Torneo Primavera y la Liga Juvenil de la UEFA.
El 5 de octubre de 2020, fue cedido a la Fermana de la Serie C, donde debutó como profesional el 1 de noviembre del mismo año contra el Carpi, sustituyendo a Luigi Liguori en el minuto 89. Con la Fermana totalizó dos presencias, antes de volver a Nápoles el 1 de febrero de 2021. El 26 de julio de 2021, el club napolitano lo cedió al Taranto de la Serie C; el préstamo fue renovado el año siguiente hasta el 30 de junio de 2023.
Tras totalizar 66 presencias (con 1 gol marcado) en el equipo tarantino, en agosto de 2023 fichó por el Giugliano de la Serie C.

## Selección nacional
Ha sido internacional con la selección sub-15 y sub-16 de Italia.

## Clubes
| Club                    | País   | Año         |
| ----------------------- | ------ | ----------- |
| Fermana F. C. (cedido)  | Italia | 2020 - 2021 |
| Taranto F. C. (cedido)  | Italia | 2021 - 2023 |
| Giugliano Calcio        | Italia | 2023 -      |
| Brindisi F. C. (cedido) | Italia | 2024        |
| Sarnese 1926            | Italia | 2024 - 2025 |